# Samantha Donnelly
Samantha « Sami » Donnelly, née le 13 décembre 2001 à Christchurch est une coureuse cycliste néo-zélandaise, spécialiste de la piste.

## Biographie
Samantha Donnelly est la fille du cycliste Nigel Donnelly (en) qui a participé à la poursuite par équipes aux Jeux olympiques de 1988 et de 1992 et a remporté l'or dans cette discipline aux Jeux du Commonwealth de 1990. Comme sa fille l'a rapporté plus tard dans une interview, elle a toujours rêvé d'imiter son père dans le sport. 
En 2017, elle devient championne de Nouvelle-Zélande sur route juniors (moins de 19 ans). L'année suivante, elle participe aux championnats du monde sur piste juniors et remporte l'argent sur la poursuite par équipes, tout comme en 2019. Au niveau national, elle devient championne nationale dans cette discipline en 2018, à seulement 17 ans. Lors des championnats d'Océanie sur piste de 2023, elle décroche trois médailles : l'argent en poursuite par équipes, ainsi que le bronze sur la course à l'américaine et la course à l'élimination.
Au cours de l'année olympique 2024, le quatuor féminin néo-zélandais avec Donnelly remporte les deux premières manches de la Coupe des nations à Adélaïde et à Hong Kong.

## Palmarès sur piste

### Championnats du monde
| Édition / Épreuve                   | Poursuite individuelle | Poursuite par équipes |
| Aigle 2018 (juniors)                |                        | Argent                |
| Francfort-sur-l'Oder 2019 (juniors) |                        | Argent                |
| Glasgow 2023                        | 9e                     |                       |

### Coupe des nations
- 2022
  - 2e de la poursuite par équipes à Cali
  - 2e de la poursuite à Cali
- 2023
  - 2e de la poursuite par équipes au Caire
- 2024
  - 1re de la poursuite par équipes à Adélaïde
  - 1re de la poursuite par équipes à Hong Kong
- 2025
  - 2e de la poursuite par équipes à Konya
  - 3e de l'américaine à Konya

### Championnats d'Océanie
| Édition / Épreuve | Poursuite individuelle | Poursuite par équipes | Course aux points | Américaine | Scratch | Omnium | Élimination |
| Brisbane 2023     | 4e                     | Argent                | 5e                | Bronze     | 7e      | 4e     | Bronze      |
| Cambridge 2024    | 4e                     |                       |                   | Argent     | 4e      | 6e     | 6e          |
| Brisbane 2025     | Bronze                 | Or                    | Bronze            | Or         | Bronze  |        | Or          |

### Championnats de Nouvelle-Zélande
- 2018
  -  Championne de Nouvelle-Zélande de poursuite par équipes

## Palmarès sur route
- 2017
  -  Championne de Nouvelle-Zélande sur route juniors